# Theodore Roosevelt Island

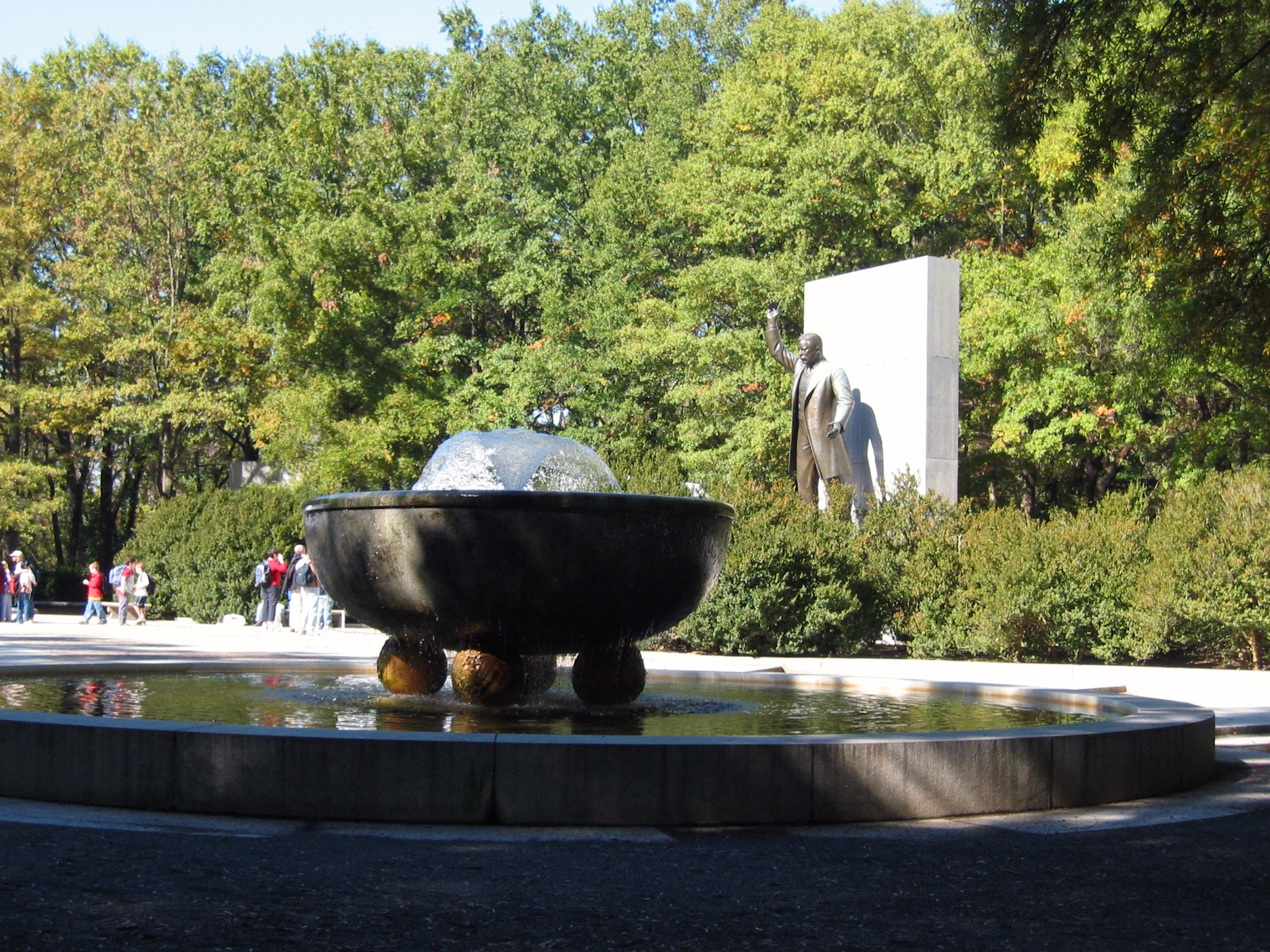
Pomnik ku czci Theodora Roosevelta znajdujący się na wyspie.

Theodore Roosevelt Island (Wyspa Theodora Roosevelta) - wyspa o powierzchni około 0,36 km² położona na rzece Potomak w Waszyngtonie w Stanach Zjednoczonych. Stanowi narodowy pomnik Stanów Zjednoczonych (ang. National Memorial) poświęcony 26. prezydentowi Stanów Zjednoczonych, Theodorowi Rooseveltowi. Zarządzana jest przez National Park Service i wchodzi w skład George Washington Memorial Parkway.